# Vanamõisa (Saaremaa)
Vanamõisa is een plaats in de Estlandse gemeente Saaremaa, provincie Saaremaa. De plaats heeft de status van dorp (Estisch: küla) en telt 68 inwoners (2021).
Tot in oktober 2017 behoorde Vanamõisa tot de gemeente Pihtla. In die maand ging Pihtla op in de fusiegemeente Saaremaa.
Vanamõisa ligt aan de basis van het schiereiland Vätta aan de zuidkust van het eiland Saaremaa.

## Geschiedenis
Vanamõisa werd voor het eerst genoemd in 1788 onder de naam Wannamois als veehouderij (Estisch: karjamõis) op het landgoed van Kasti.
Het buurdorp Tirbi maakte tussen 1977 en 1997 deel uit van Vanamõisa.